# Contraamiral Horia Macellariu
Contraamiral Horia Macellariu – rumuńska korweta zbudowana w latach 90. XX wieku w Rumunii, początkowo klasyfikowana jako fregata, należąca do typu Contraamiral Eustațiu Sebastian (w kodzie NATO: Tetal-II lub Modified/Improved Tetal). Znajduje się w służbie Rumuńskich Sił Morskich od 1997 roku. Nazwana imieniem kontradmirała Horii Macellariu, nosi numer burtowy 265.

## Budowa
Rumunia w okresie komunistycznym miała ambicje samodzielnego projektowania i budowy okrętów dla swojej marynarki, jedynie z pomocą techniczną ZSRR. Pierwszym typem większych okrętów bojowych skonstruowanych w Rumunii były lekkie fregaty (korwety) typu Amiral Petre Bărbuneanu, oznaczone w kodzie NATO jako Tetal. Ich następcą zaprojektowanym w latach 80. XX wieku stały się okręty typu Contraamiral Eustațiu Sebastian, w których przeprojektowano całkowicie nadbudówki i wprowadzono możliwość bazowania śmigłowca. W kodzie NATO określano je jako Modified Tetal (zmodyfikowany Tetal), Improved Tetal (ulepszony Tetal) lub Tetal II. Początkowo klasyfikowane były jako fregaty, w 2003 roku przeklasyfikowane na korwety.
Stępkę pod budowę drugiego okrętu po prototypie „Contraamiral Eustațiu Sebastian” położono w stoczni marynarki wojennej w Mangalii pod koniec lat 80, lecz w publikacjach brak jest bliższej daty. Otrzymał on nazwę „Contraamiral Horia Macellariu”, zapisywaną w skrócie na burcie jako: „CAm.Macellariu”, na cześć kontradmirała Horii Macellariu. Z powodów kryzysu finansowego podczas transformacji ekonomicznej, budowa była wstrzymana w latach 1993-1994. Okręt wodowano 15 maja 1994 roku. Wcielono go do służby 29 września 1997 roku. Był on ostatnią fregatą tego programu zbudowaną w Rumunii.

## Skrócony opis

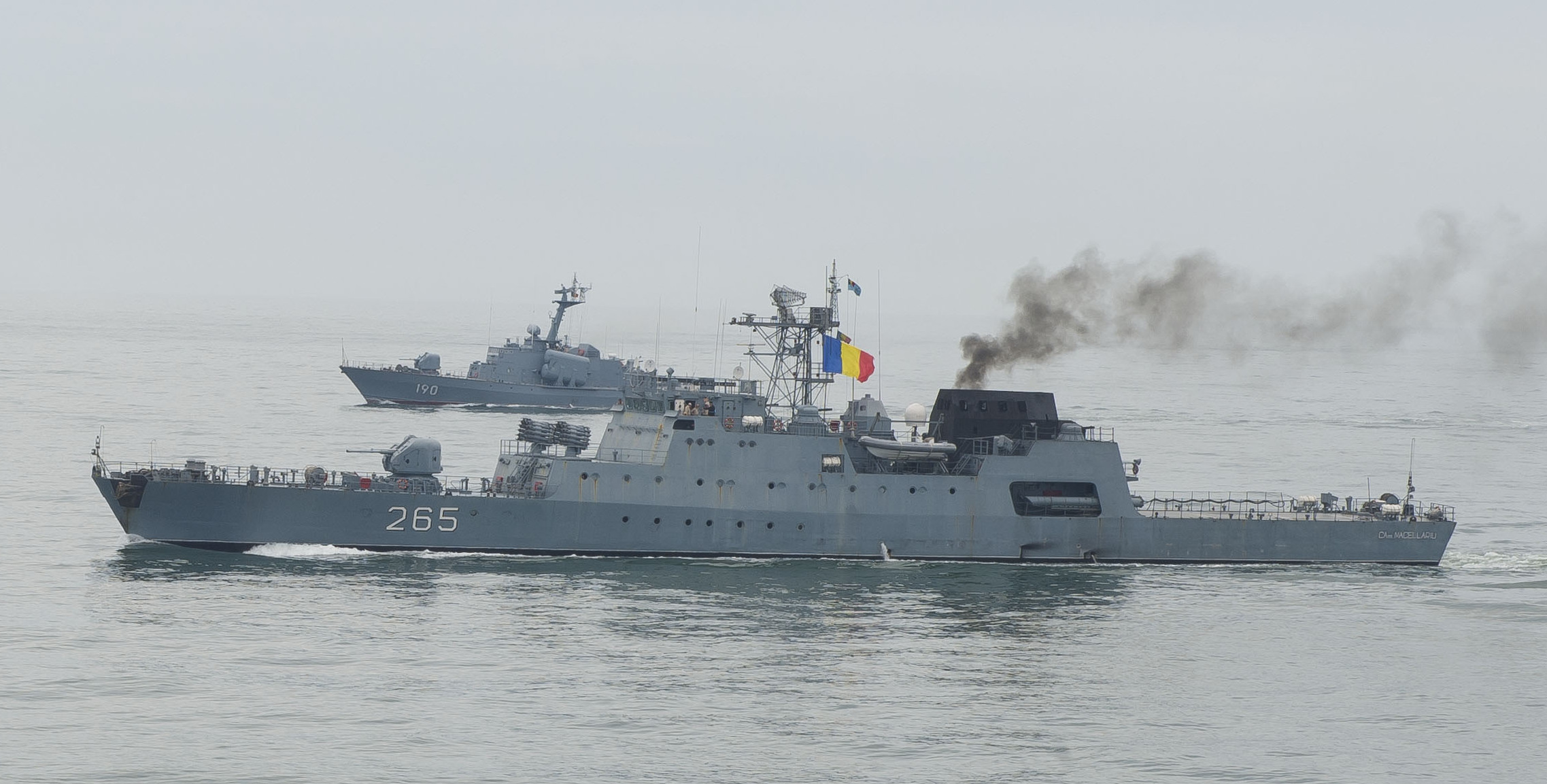
„CAm. Macellariu” w 2016

W literaturze spotyka się różne dane co do wyporności, w tym wyporność standardową 1480 ton i pełną od 1524 do 1800 ton. Długość całkowita wynosi 92,34 m, szerokość 11,41 m, a zanurzenie 3,16 m.
Załoga okrętów liczy według marynarki Rumunii 91 osób (w literaturze spotyka się wartości 77–95 ludzi)
Uzbrojenie artyleryjskie składa się z automatycznej  armaty uniwersalnej kalibru 76,2 mm AK-176 w wieży na pokładzie dziobowym. Zestaw obrony bezpośredniej tworzą dwa kierowane radarowo sześciolufowe działka plot. 30 mm AK-630. Uzupełniają je dwa sześciolufowe działka plot. 30 mm AK-306.
Broń podwodną stanowią dwie dwururowe obrotowe wyrzutnie torpedowe DTA-53-1124 kalibru 533 mm, umieszczone na burtach w wycięciach nadbudowy. Służą one do odpalania torped kierowanych 53-65K, których okręt przenosi cztery. Do zwalczania okrętów podwodnych służą dwie dwunastoprowadnicowe wyrzutnie rakietowych bomb głębinowych RBU-6000, o donośności do 6000 m, umieszczone na nadbudowie dziobowej przed sterówką. Fregaty przenoszą zapas 64 rakietowych bomb głębinowych RGB-60. Możliwości zwalczania okrętów podwodnych zwiększa możliwość bazowania śmigłowca IAR-316B, z lądowiskiem na rufie. Okręty nie posiadają jednak hangaru i są przystosowane jedynie do czasowego bazowania na nich śmigłowca.
Wyposażenie radioelektroniczne stanowił przede wszystkim radar dozoru ogólnego MR-302.  Okręty wyposażone były też w radar artyleryjski Wympieł i radar nawigacyjny Najada. Do wykrywania okrętów podwodnych służy stacja hydrolokacyjna średniej częstotliwości MG-322. Wyposażenie stanowił ponadto system rozpoznania radiotechnicznego SM-2, dwie wyrzutnie celów pozornych PK-16 oraz system identyfikacji swój-obcy.
Napęd stanowią cztery silniki wysokoprężne 61D, napędzające cztery śruby. Rozwijają moc po 3285 KM (łącznie 13 140 KM). Napęd zapewnia osiąganie prędkości maksymalnej 23,4 węzłów. Zasięg pływania z prędkością 11 węzłów wynosi 1100 mil morskich.

## Służba

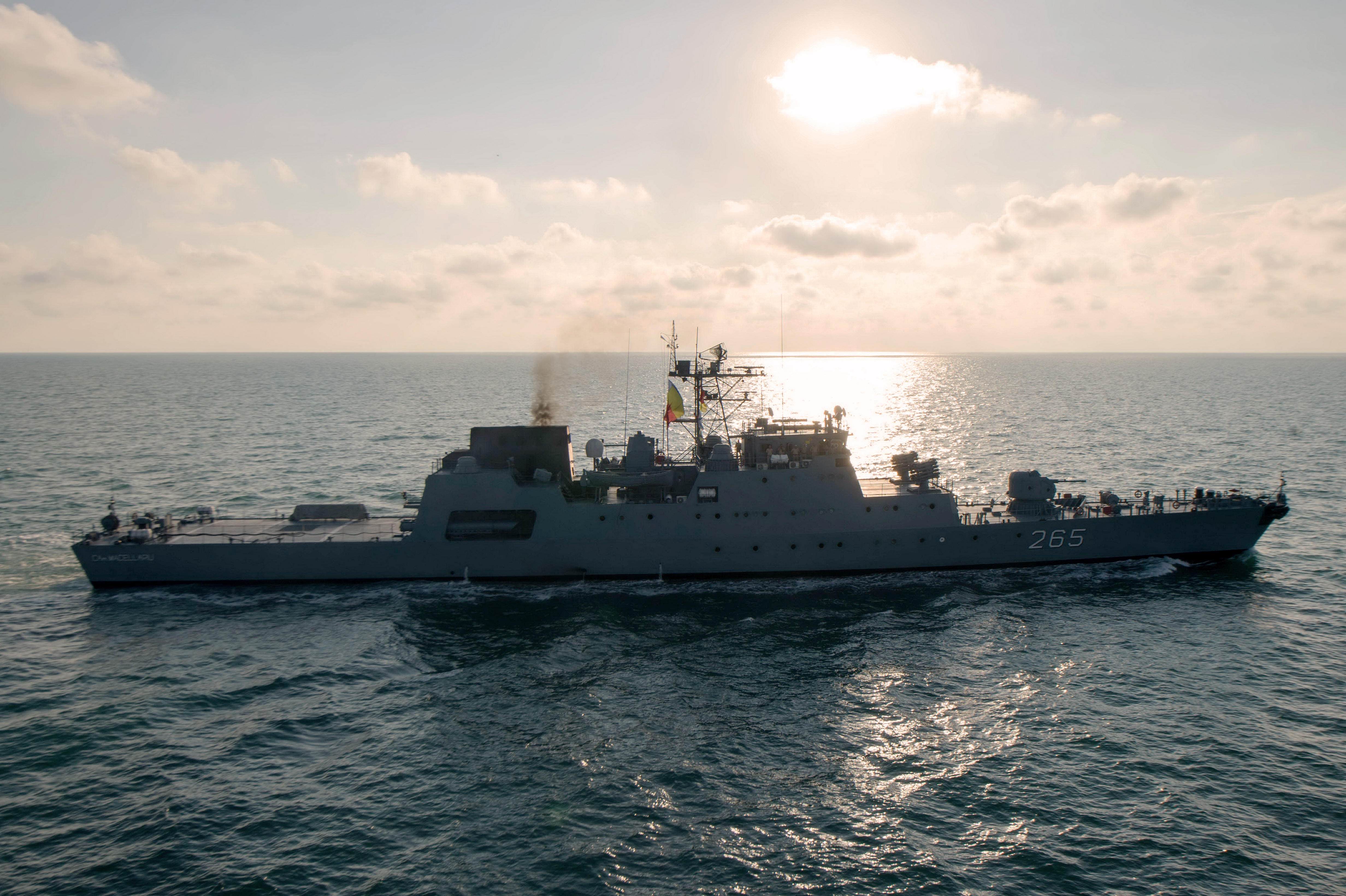
„CAm. Macellariu” podczas ćwiczeń Sea Breeze 2017

„Contraamiral Horia Macellariu” wszedł do służby 29 września 1997 roku, z numerem burtowym: 265. Jako  najnowszy duży okręt rumuński, brał udział w międzynarodowych ćwiczeniach na Morzu Czarnym z państwami regionu oraz sojuszu NATO w ramach programu Partnerstwo dla Pokoju, w tym z serii Sea Breeze, Cooperative Partner i Orzeł Ocalenia. Okręt początkowo klasyfikowany był jako fregata, następnie przeklasyfikowany na korwetę. Wchodził w skład 79 Dywizjonu Fregat, a od 3 sierpnia 1998 roku 50 Dywizjonu Fregat, przemianowanego 25 listopada 2003 roku na 50 Dywizjon Korwet (Divizionul 50 Corvete).
Od pierwszej edycji w 2001 roku do 2013 roku uczestniczył w ośmiu rejsach międzynarodowego zespołu państw czarnomorskich BLACKSEAFOR, w tym z marynarką Rosji (we wrześniu/październiku 2001, sierpniu 2003, sierpniu 2004, sierpniu 2007, kwietniu 2008, kwietniu 2010, sierpniu 2012, kwietniu 2013 roku). Od 2004 roku uczestniczył we wspólnych działaniach w ramach NATO, po przystąpieniu Rumunii do sojuszu.
W kolejnych latach wziął udział m.in. w organizowanych w Rumunii manewrach międzynarodowych Sea Shield w lipcu 2015 i lutym 2017 roku.